# Április 6.
Április 6. az év 96. (szökőévben 97.) napja a Gergely-naptár szerint. Az évből még 269 nap van hátra.
Névnapok: Bíborka, Vilmos + Atlasz, Balzsam, Bíbor, Bíbora, Bíboranna, Celeszta, Celesztin, Celesztina, Csát, Dénes, Dienes, Ruben, Szellő, Szellőke, Szixtin, Szixtina, Szixtusz, Taksony, Viliam

## Események

### Politikai események
- 1453 – Az II. Mehmed szultán vezette török haderő megkezdi Konstantinápoly ostromát.
- 1849 – Az isaszegi csata (1848–49-es forradalom és szabadságharc): A „dicsőséges tavaszi hadjárat” során Görgey Artúr hadserege (Klapka, Aulich és Damjanich hadtestei) Isaszegnél legyőzik Windisch-Grätz seregét (Schlik és Jellacsics hadtesteit).
- 1917 – Első világháború: az Amerikai Egyesült Államok hadba lép Németország ellen.
- 1941 – Második világháború: a német Luftwaffe bombázza Belgrádot, 24 000 ember hal meg.
- 1944 – a belügyminiszter betiltja gróf Károlyi Józsefné és Károlyi István 1940-ben alapított, németellenes, irodalmi Madách Színházát
- 1972 – Újabb amerikai bombázási hullám Észak-Vietnám ellen.
- 1973 – Az Amerikai Egyesült Államokban felbocsátják a Pioneer–11 űrszondát.
- 1990 – Sabine Bergmann-Pohl lesz az NDK államfője.
- 1992 – Megkezdődik Szarajevó négy évig tartó ostroma.
- 1994 – A ruandai és a burundi elnököket szállító repülőgépet a szélsőségesek lelövik, megkezdődik a ruandai vérontás.

### Tudományos és gazdasági események
- 1909 – Robert Peary saját állítása szerint elérte az északi-sarkot. (?)
- 1965 – Az első amerikai, kereskedelmi célú, geostacionárius pályán keringő műhold (Intelsat–1) fellövése.

### Sportesemények
- 1896 – I. György görög király Athénban megnyitja az első újkori olimpiai játékokat.

Formula–1
- 2003 –  brazil nagydíj, Interlagos - Győztes: Giancarlo Fisichella  (Jordan Ford)
- 2008 –  bahreini nagydíj, Sakhir - Győztes: Felipe Massa  (Ferrari)
- 2014 –  bahreini nagydíj, Sakhir - Győztes: Lewis Hamilton  (Mercedes)

### Egyéb események
- 1968 - Megdőlt az országos minimum hőmérsékleti rekord. -8,6 fokot mértek Kékestetőn.
- 2003 - Megdőlt a nappali hőmérsékleti rekord. Mezőhegyesen 28,7 fokot mértek.[1]

## Születések
- 1357 – Komnénosz Anna grúz királyné († 1406 után).
- 1483 (más források szerint március 28) – Raffaello Sanzio reneszánsz kori olasz festő és építész († 1520)
- 1794 – Andreas Räss német egyházi író, püspök († 1887)
- 1814 – Ybl Miklós magyar műépítész († 1891)
- 1820 – Nadar francia fotográfus, karikaturista, újságíró, író († 1910)
- 1822 – Chernel Kálmán földbirtokos, ügyvéd, megyei aljegyző, helytörténész, természetbúvár († 1891)
- 1826 – Gustave Moreau francia festőművész, a szimbolizmus képviselője († 1898)
- 1833 – Csató János botanikus, ornitológus († 1913)
- 1837 – Kolisch Ignác osztrák-magyar bankár, a 19. század egyik legjelentősebb sakkozója († 1889)
- 1841 – Altenburger Gusztáv heraldikus, címerfestő († 1895)
- 1857 – Gyárfás Jenő magyar író, festő- és grafikusművész († 1925)
- 1872 – Márkus Géza magyar építész, a magyarországi szecesszió jelentős képviselője († 1912)
- 1875 – Kszenyija Alekszandrovna Romanova orosz nagyhercegnő († 1960)
- 1883 – Liska József magyar villamosmérnök, egyetemi tanár, az MTA levelező tagja, „a villamos gépek professzora" († 1967)
- 1902 – Tápai Antal magyar szobrászművész († 1986)
- 1909 – Hermann Lang német autóversenyző († 1987)
- 1909 – Povl Bang-Jensen dán diplomata († 1959)
- 1916 – Koós Zsófia magyar színésznő († 1990)
- 1917 – Banda Ede Kossuth-díjas magyar gordonkaművész, zenepedagógus († 2004)
- 1917 – Zentay Ferenc magyar színművész († 2001)
- 1920 – Edmond Henri Fischer svájci-amerikai biokémikus. (orvostudományi Nobel-díjas 1992) († 2021)
- 1921 – Vass Károly Jászai Mari-díjas magyar rendező, színházigazgató († 1987)
- 1924 – Méray Tibor Kossuth-díjas magyar író († 2020)
- 1929 – André Previn német származású amerikai zeneszerző, karmester († 2019)
- 1932 – Magay Dániel magyar vegyészmérnök, olimpiai bajnok kardvívó
- 1933 – Bakcsi György magyar irodalomtörténész, nemzetközi sakkfeladványszerző nagymester, 30-szoros magyar bajnok és örökös bajnok († 2019)
- 1936 – Egervári Klára Aase-díjas magyar színésznő, érdemes művész, a zalaegerszegi Hevesi Sándor Színház örökös tagja († 2018)
- 1936 – Garabuczy Ágnes magyar festőművész († 2020)
- 1937 – Billy Dee Williams amerikai színész
- 1939 – Krystyna Mikołajewska lengyel színésznő
- 1942 – Barry Levinson amerikai forgatókönyvíró, filmrendező, producer.
- 1948 – Grendel Lajos Kossuth-díjas szlovákiai magyar író († 2018)
- 1948 – Németi Rudolf magyar költő, álneve Tímár Antal , műfordító, szerkesztő († 2016)
- 1954 – Egyed Péter magyar költő, író, filozófus és kritikus († 2018)
- 1955 – Kiss-Rigó László szeged-csanádi megyés püspök
- 1956 – Breznay Gábor Párizsban élt magyar festőművész († 2022)
- 1957 – Paolo Angelo Nespoli olasz mérnök küldetés specialista, űrhajós
- 1959 – Komlósi Gábor újságíró, szerkesztő, televíziós riporter, médiaiskola-igazgató, a Magyar Újságírók Országos Szövetségének elnöke
- 1960 – Gelencsér János magyar festő
- 1960 – Kamondi Zoltán Balázs Béla-díjas magyar filmrendező († 2016)
- 1964 – David Woodard amerikai karmester és író
- 1968 – Kovács Ákos Kossuth-díjas magyar zeneszerző, előadóművész
- 1968 – Doug Ellin amerikai forgatókönyvíró
- 1969 – Paul Rudd amerikai filmszínész
- 1972 – Yiğit Özşener török színész
- 1975 – Czifra Noémi műsorvezető, énekesnő
- 1975 – Zach Braff amerikai színész, forgatókönyvíró, rendező
- 1977 – Matthias Schloo német színész
- 1979 – Joó András erdélyi magyar informatikus, egyetemi oktató
- 1982 – Bret Harrison amerikai színész
- 1984 – Józsa Richárd magyar színész
- 1985 – Sergei Kotov izraeli műkorcsolyázó
- 1987 – Donáth Anna magyar politikus, szociológus, európai parlamenti képviselő
- 2001 – Oscar Piastri ausztrál autóversenyző, Formula–1-es pilóta
- 2009 – Valentina Tronel francia énekesnő

## Halálozások
- 1199 – Oroszlánszívű Richárd angol király (* 1157)
- 1490 – I. (Hunyadi) Mátyás magyar király (* 1443)
- 1520 – Raffaello Sanzio reneszánsz  kori olasz  festő és építész (* 1483)
- 1528 – Albrecht Dürer német festőművész, grafikus (* 1471)
- 1829 – Niels Henrik Abel norvég matematikus (* 1802)
- 1882 – Friedrich Eugen Kastner német fizikus (* 1852)
- 1937 – Juhász Gyula magyar költő (* 1883)
- 1946 – Berze Nagy János néprajzkutató (* 1879)
- 1971 – Igor Fjodorovics Sztravinszkij orosz zeneszerző (* 1882)
- 1973 – Pais Dezső nyelvész, akadémikus (* 1886)
- 1973 – Peti Sándor magyar színész, színészpedagógus, érdemes művész (* 1898)
- 1992 – Isaac Asimov orosz származású amerikai író (* 1920)
- 2004 – Balassa Gábor magyar színész (* 1939)
- 2005 – III. Rainier herceg, Monaco uralkodója (* 1923)
- 2005 – Ecser Károly Európa-bajnok súlyemelő (* 1931)
- 2014 – Kovács Erzsi magyar énekesnő, előadóművész (* 1928)
- 2017 – Libuše Havelková cseh színésznő (* 1924)